# Beurré de Ramegnies
La Beurré de Ramegnies est une variété de poire.

Beurré de Ramegnies, variété de poire.

## Origine
Cette variété a été obtenue vers 1835 par Norbert Bouzin, doyen de Ramegnies-Chin, près de Tournai en Belgique et de Lille (Nord de la France).

## Arbre
- Vigueur fertilité : arbre vigoureux en tête, très rameux, à rameaux étalés dressés.

- Scions : droits, allongés, bruns-roux.

- Bourgeons : très gros, ovales, écartés du scion, duveteux, roussâtres.

- Boutons à fruit : gros, ovales, roux-jaunâtre[1].

### Feuilles
- Forme : ovales, comme cordées à la base, obscurément crénelées, longuement pétiolées[1].

### Fleurs
Elles sont ordinaires et portent des pétales ovales.

### Fruit
- Piridion : assez gros, turbiné, un peu allongé vers le sommet, à base large.
- Pédoncule : assez long, légèrement ombiliqué.
- Calice : affleurant, large, à sépales courts, dressés.
- Peau : vert jaunâtre, lavée de rouge du côté du soleil, roussâtre dans sa partie supérieure.
- Chair beurrée : fondante, très-juteuse, sucrée, parfumée, très bonne.
- Maturité : octobre[1].

### Culture
Pour plein vent et pyramide.